# Championnat de Tchécoslovaquie de football 1970-1971
Navigation
Saison précédente Saison suivante
La saison 1970-1971 du Championnat de Tchécoslovaquie de football est la 40e édition du championnat de première division en Tchécoslovaquie. Les seize meilleurs clubs du pays se retrouvent au sein d'une poule unique, la First League, où les formations s'affrontent deux fois, à domicile et à l'extérieur. À l'issue du championnat, les deux derniers du classement sont relégués et remplacés par les deux meilleurs clubs de II. Liga, la deuxième division tchécoslovaque.
C'est le club du FC Spartak Trnava, qui termine en tête du classement du championnat avec quatre points sur le VSS Kosice et cinq sur un duo composé de l'AC Sparta Prague et du Sklo Union Teplice. C'est le 3e titre (en 4 saisons) de champion de Tchécoslovaquie de l'histoire du club qui réussit même le doublé en s'imposant en finale de la Coupe de Tchécoslovaquie face au Skoda Plzen, promu de II. Liga.

## Les 16 clubs participants
| - Dukla Prague - AC Sparta Prague - FK Inter Bratislava - SK Slovan Bratislava - Jednota Trencin - TJ ZVL Žilina - VSS Kosice - TZ Trinec - Promu de II. Liga | - TJ Gottwaldov - FC Banik Ostrava - Lokomotiva Kosice - Skoda Plzen - Promu de II. Liga - Sklo Union Teplice - SK Slavia Prague - Spartak Trnava - Tatran Presov |

## Compétition

### Classement
Le barème utilisé pour établir le classement est le suivant :
- Victoire : 2 points
- Match nul : 1 point
- Défaite : 0 point

| Rang | Équipe               | Pts | J  | G  | N  | P  | Bp | Bc | Diff |
| ---- | -------------------- | --- | -- | -- | -- | -- | -- | -- | ---- |
| 1    | FC Spartak Trnava    | 40  | 30 | 17 | 6  | 7  | 52 | 27 | +25  |
| 2    | VSS Košice           | 36  | 30 | 16 | 4  | 10 | 46 | 30 | +16  |
| 3    | Sklo Union Teplice   | 35  | 30 | 14 | 7  | 9  | 38 | 26 | +12  |
| 4    | Sparta Prague        | 35  | 30 | 14 | 7  | 9  | 38 | 32 | +6   |
| 5    | FC Baník Ostrava     | 34  | 30 | 11 | 12 | 7  | 39 | 32 | +7   |
| 6    | ŠK Slovan Bratislava | 32  | 30 | 11 | 10 | 9  | 34 | 28 | +6   |
| 7    | FK Inter Bratislava  | 30  | 30 | 11 | 8  | 11 | 35 | 34 | +1   |
| 8    | Tatran Prešov        | 30  | 30 | 11 | 8  | 11 | 28 | 32 | -4   |
| 9    | TJ ZVL Žilina        | 29  | 30 | 9  | 11 | 10 | 39 | 40 | -1   |
| 10   | TŽ Třinec            | 29  | 30 | 12 | 5  | 13 | 32 | 36 | -4   |
| 11   | Jednota Trenčín      | 29  | 30 | 12 | 5  | 13 | 38 | 44 | -6   |
| 12   | Slavia Prague        | 29  | 30 | 11 | 7  | 12 | 27 | 33 | -6   |
| 13   | Dukla Prague         | 28  | 30 | 10 | 8  | 12 | 42 | 41 | +1   |
| 14   | FC Lokomotíva Košice | 26  | 30 | 9  | 8  | 13 | 27 | 30 | -3   |
| 15   | Skoda Plzen (P)      | 22  | 30 | 8  | 6  | 16 | 30 | 54 | -24  |
| 16   | TJ Gottwaldov        | 16  | 30 | 5  | 6  | 19 | 30 | 56 | -26  |

|  | Qualification pour la Coupe d'Europe des clubs champions 1971-1972                                |
|  | Qualification pour la Coupe des Coupes 1971-1972                                                  |
|  | Qualification pour la Coupe UEFA 1971-1972                                                        |
|  | Relégation en II. Liga                                                                            |
|  | (T) Tenant du titre (C) Vainqueur de la Coupe du Tchécoslovaquie (P) : Promu de deuxième division |

## Bilan de la saison
| Championnat de Tchécoslovaquie de football 1970-1971 |                              |
| Champion                                             | FC Spartak Trnava (3e titre) |
| Coupes et trophées                                   |                              |
| Vainqueur de la Coupe de Tchécoslovaquie 1970-1971   | FC Spartak Trnava            |
| Qualifications continentales                         |                              |
| Coupe d'Europe des clubs champions 1971-1972         | FC Spartak Trnava            |
| Coupe des Coupes 1971-1972                           | Skoda Plzen                  |
| Coupe UEFA 1971-1972                                 | VSS Kosice                   |
| Coupe UEFA 1971-1972                                 | Sklo Union Teplice           |
| Promotions et relégations                            |                              |
| Promus en I. Liga                                    | Zbrojovka Brno               |
| Promus en I. Liga                                    | AC Nitra                     |
| Relégués en II. Liga                                 | Skoda Plzen                  |
| Relégués en II. Liga                                 | TJ Gottwaldov                |